# 장예 단샤 국립 지질 공원

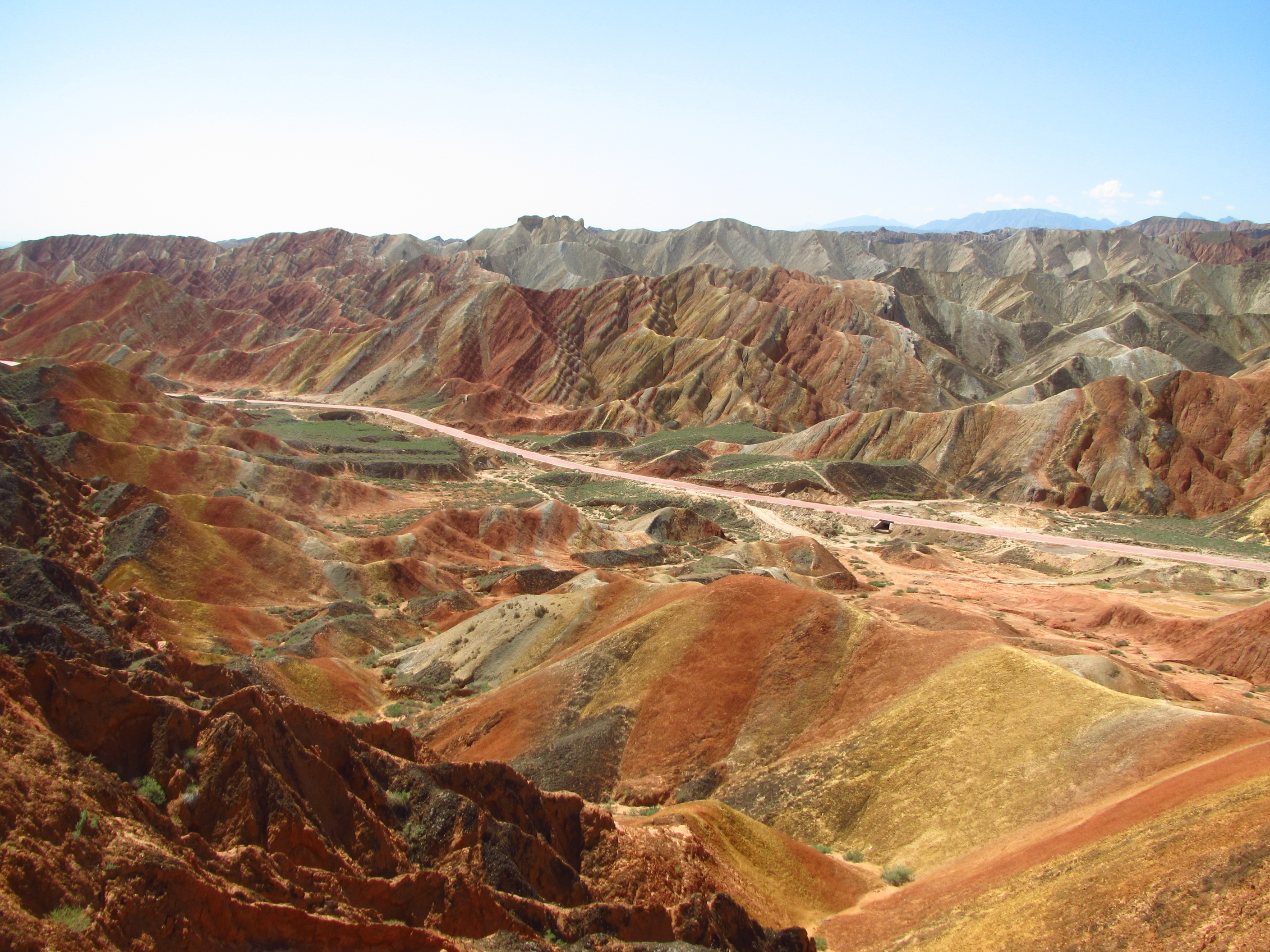

장예 단샤 국립 지질 공원(张掖丹霞国家地质公园)은 중국 북서부 간쑤성의 장예시 근처에 위치한다. 510 평방킬로미터의 면적에 걸쳐 자리잡은 이 국립 공원은 2011년 11월 국립 지질 공원으로 지정되었다. 이 곳의 다채로운 색상의 암석 지형은 중국 언론으로부터 중국에서 가장 아름다운 지형 중 하나로 선정되기도 하였다.

## 위치
이 국립 공원은 치롄 산맥의 북쪽에 자리잡고 있으며, 행정적으로는 간쑤성의 장예시에 속한다.
국립 공원의 핵심부는 장예시로부터 30 킬로미터 서쪽으로 떨어져 있으며, 가장 많은 방문객들이 찾는 곳이다. 두 번째로 유명한 곳은 빙고우 지역으로 리유안 강의 북쪽 만에 자리잡고 있다.

## 풍경
장예 단샤 국립 지질 공원은 암석 지형의 기이한 색으로 유명하며, 이 지형은 부드러운 표면, 날카로운 형상과 함께 수백 미터에 달하는 높이를 자랑한다. 이 지형은 2천 4백만 년 이상의 기간 동안 사암 및 여러 광물로 구성된 지질의 퇴적 작용의 결과물이다.

## 같이 보기
- China Danxia 세계 자연 유산 사이트